# Dionigi Tettamanzi
Dionigi Tettamanzi (Renate, 14 de março de 1934 - Triuggio, 5 de agosto de 2017) foi um cardeal italiano e arcebispo emérito da Arquidiocese de Milão.

## Presbiterado
Estudou no Seminário Menor de Seveso em Milão; Seminário de Venegono Inferior, onde cursou a licenciatura em teologia; na Pontifícia Universidade Gregoriana em Roma, fez o doutorado em teologia.
Foi ordenado sacerdote em 28 de junho de 1957. Continuou seus estudos, em Roma, de 1957 a 1960. Sucessivamente em Milão: trabalhou pastoralmente; foi membro da faculdade, Seminário Menor de Masnago e do de Seveso São Pedro, de 1960 a 1966. Membro da faculdade, Seminário de Venegono, de 1966 a 1986; membro da faculdade, Instituto Lombardo de Pastoral; membro do Comitê Científico do Centro Internacional de Estudos sobre a Família; juiz do Tribunal Regional Eclesiástico de Lombardía; assistente eclesiástico da Associação de Médicos Católicos; consultor eclesiástico da Federação Nacional de Conselheiros Familiares Católicos; capelão no Turate por mais de 15 anos.
Assistiu a V Assembleia Ordinária do Sínodo dos Bispos, no Vaticano, de 26 de setembro a 25 de outubro de 1980; como especialista. Assistiu a VII Assembléia Ordinária do Sínodo dos Bispos, no Vaticano, de 1 de outubro a 30 de outubro de 1987, como assistente do secretário especial.
Foi nomeado reitor do Pontifício Seminário Lombardo, em 11 de setembro de 1987, cargo que ocupou até 1989. Nomeado presidente do Conselho Administrativo do periódico católico Avvenire, em 28 de abril de 1989.

## Episcopado
Foi eleito Arcebispo Metropolitano de Ancona-Osimo, em 1 de julho de 1989, sendo ordenado bispo em 23 de setembro de 1989 em Milão, pelo cardeal Carlo Maria Martini, Arcebispo de Milão. Foi nomeado secretário geral da Conferência Episcopal Italiana, por cinco anos, em 14 de março de 1991. Renunciou ao governo pastoral da Arquidiocese de Ancona-Osimo, em 6 de abril de 1991. Assistiu à I Assembleia Especial para Europa do Sínodo dos Bispos, no Vaticano, de 28 de novembro a 14 de dezembro de 1991; à IX Assembleia Ordinária do Sínodo dos Bispos, no Vaticano, de 2 a 29 de outubro de 1994.
Em 20 de abril de 1995, o Papa João Paulo II nomeou Arcebispo Metropolitano de Génova. Foi nomeado vice-presidente da Conferência Episcopal Italiana, em 25 de maio de 1995.

## Cardinalado
Criado cardeal-presbítero, em 21 de fevereiro de 1998; recebeu o barrete cardinalício e o título de Sancti Ambrogio et Carlo, em 21 de fevereiro de 1998. Assistiu à II Assembleia Especial para Europa do Sínodo dos Bispos, no Vaticano, de 1 a 23 de outubro de 1999; foi presidente da comissão para a mensagem final do sínodo. Nomeado membro do Conselho de Cardeais para o Estudo dos Problemas Organizacionais e Econômicos da Santa Sé, em 6 de março de 2000.
Foi nomeado pelo Papa João Paulo II como arcebispo de Milão em 11 de julho de 2002.
No dia 28 de junho de 2011 teve a sua renúncia aceita pelo Papa Bento XVI por limite de idade.
Morreu em 5 de agosto de 2017, serenamente, de manhã, por causa de uma doença que se desenvolveu nos últimos sete meses, em Villa Sacro Cuore di Triuggio, em Brianza, Milão. Foi enterrado no lado direito da Catedral de Milão, aos pés do altar de Virgo Potens, onde também fica a urna do Beato Cardeal Alfredo Ildefonso Schuster, O.S.B., arcebispo de Milão de 1929 a 1954.

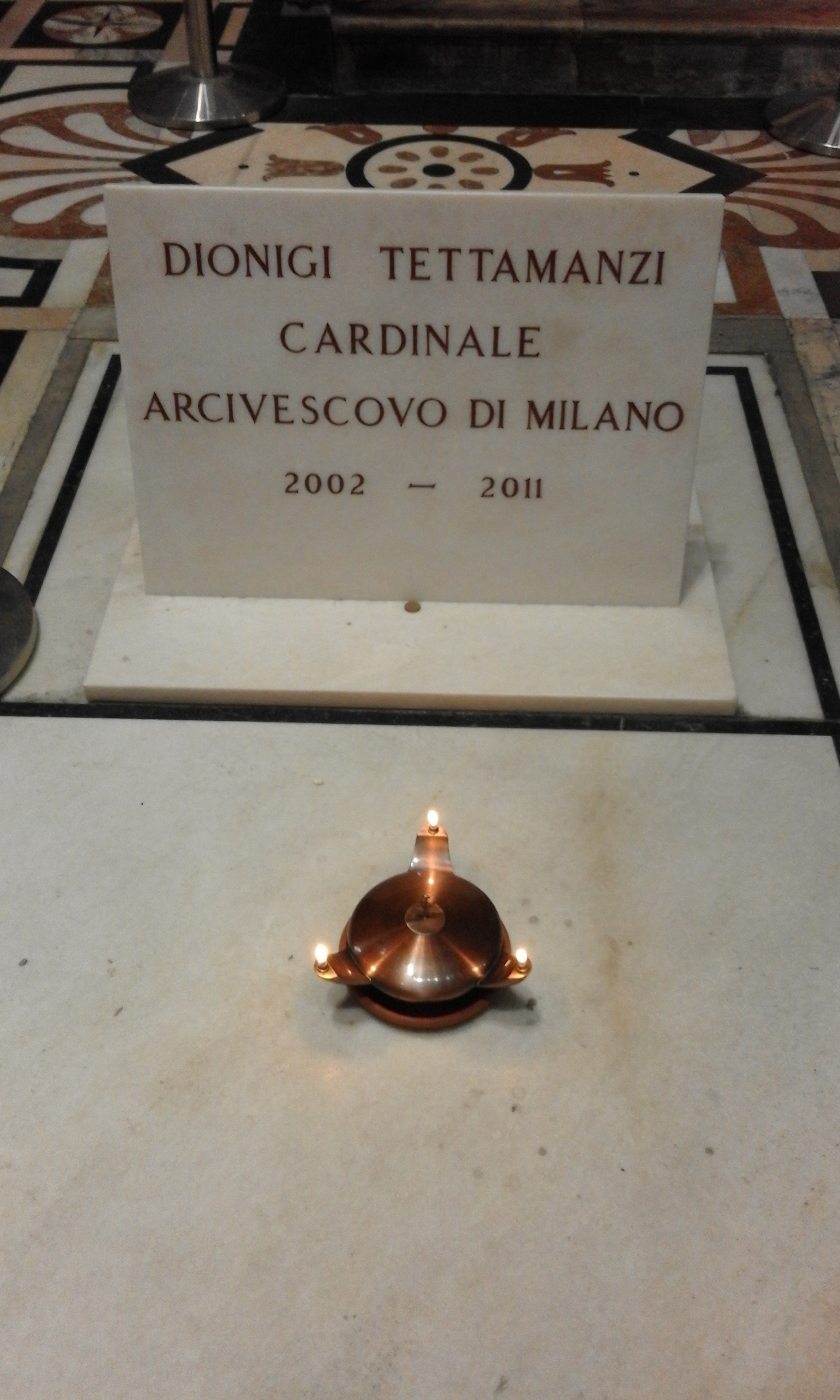
O túmulo temporário do Cardeal Tettamanzi no duomo di Milano.

## Ordenações

### Ordenações presbíteros
- Andrea Lembo, P.I.M.E. (2004)

### Ordenações episcopais
O Cardeal Tettamanzi foi o principal sagrante dos seguintes bispos:
- Alberto Maria Careggio (1995)
- Alberto Tanasini † (1996)
- Angelo Bagnasco (1998)
- Domenico Calcagno (2002)
- Carlo Roberto Maria Redaelli (2004)
- Luigi Stucchi † (2004)
- Luigi Negri † (2005)
- Roberto Busti (2007)
- Franco Giulio Brambilla (2007)
- Mario Enrico Delpini (2007)
- Maurizio Gervasoni (2013)

E foi consagrante de:
- Franco Festorazzi † (1991)
- Adelio Dell’Oro (2013)
- Franco Maria Giuseppe Agnesi (2014)
- Paolo Martinelli, O.F.M.Cap. (2014)
- Pierantonio Tremolada (2014)